# Kévin Klinkenberg
Kévin Klinkenberg est un joueur belge de volley-ball né le 4 octobre 1990 à Liège (province de Liège). Il mesure 1,97 m et joue réceptionneur-attaquant. Il est international belge.

## Clubs
| Club                 | Saison d'arrivée | Saison de départ |
| -------------------- | ---------------- | ---------------- |
| Noliko Maaseik       | 2007-2008        | 2012-2013        |
| Tours Volley-Ball    | 2013-2014        | 2014-2015        |
| Łuczniczka Bydgoszcz | 2015-2016        | 2015-2016        |
| Top Volley Latina    | 2016-2017        | 2016-2017        |
| Power Volley Milano  | 2017             |                  |

## Palmarès
- Coupe de la CEV
  - Finaliste : 2008
- Championnat de Belgique (4)
  - Vainqueur : 2008, 2009, 2011, 2012
  - Finaliste : 2010, 2013
- Championnat de France (2)
  - Vainqueur : 2014, 2015
- Coupe de France (2)
  - Vainqueur : 2014, 2015
- Coupe de Belgique (4)
  - Vainqueur : 2008, 2009, 2010, 2012
  - Finaliste : 2011, 2013
- Supercoupe de Belgique (2)
  - Vainqueur : 2008, 2009
  - Perdant : 2010, 2011, 2012
- Supercoupe de France (1)
  - Vainqueur : 2014
  - Perdant : 2013